# Slatina, Levice
Slatina este o comună slovacă, aflată în districtul Levice din regiunea Nitra. Localitatea se află la altitudinea de 145 m deasupra n.m., se întinde pe o suprafață de 9,51 km2 și în 2017 număra 313 locuitori.

## Istoric
Localitatea Slatina este atestată documentar din 1245.

## Demografie
| An:                | 1994 | 2004    | 2014   | 2024   |
| ------------------ | ---- | ------- | ------ | ------ |
| Număr de persoane: | 312  | 359     | 335    | 329    |
| Diferență:         |      | +15,06% | −6,68% | −1,79% |

| An:                | 2023 | 2024   |
| ------------------ | ---- | ------ |
| Număr de persoane: | 324  | 329    |
| Diferență:         |      | +1,54% |